# 第117師団 (日本軍)
第117師団（だいひゃくじゅうななしだん）は、大日本帝国陸軍の師団の一つ。

## 沿革
太平洋戦争の末期後に華北に駐屯していた第26師団がフィリピン戦線に、第62師団が沖縄に転用されたため、中国に在った独立歩兵旅団（独立混成旅団）を改編し、占領地の警備と治安維持を目的に編成した治安師団の一つであり、同時に第114師団・第115師団・第118師団が新設された。これら4個師団は、1944年（昭和19年）7月10日、軍令陸甲第79号下令により、編成が発令された。 
第117師団は、河南省新郷で独立歩兵第14旅団を基幹に編成された。編成後、第12軍に編入され、黄河以北の京漢線沿線の警備に当たっていた。
師団の編制は、4個独立歩兵大隊から成る歩兵旅団を2個持ち、砲兵を欠いた丙師団である。しかし、1945年（昭和20年）3月に師団迫撃砲隊が新たに編成され師団に編合された。
1945年（昭和20年）4月には老河口作戦に参加する予定であったが中止、関東軍第44軍戦闘序列に編入された。桃南に駐屯していたところ、同年8月9日にソ連対日参戦となったため新京方面に向け後退中、終戦となり、師団主力は吉林省公主嶺で武装解除された。

## 師団概要

### 歴代師団長
- （心得）鈴木啓久 少将：1944年（昭和19年）7月14日 - 1945年（昭和20年）4月30日[1]
- 鈴木啓久 中将：1945年（昭和20年）4月30日 - 終戦[1]

### 参謀長
- 江口浩平 大佐：1944年（昭和19年）7月14日 - 1945年5月29日[2]
- 八木東 中佐：1945年（昭和20年）6月4日 - 終戦[3]

### 最終所属部隊
- 歩兵第87旅団：庄司巽少将
  - 独立歩兵第203大隊：中田卯三郎大尉
  - 独立歩兵第204大隊：上古正樹大尉
  - 独立歩兵第205大隊：星野六蔵少佐
  - 独立歩兵第206大隊：日野原松市少佐
- 歩兵第88旅団：池田次郎少将
  - 独立歩兵第388大隊：遠間公佐久大尉
  - 独立歩兵第389大隊：白戸憲吉郎少佐
  - 独立歩兵第390大隊：阿部庄司大尉
  - 独立歩兵第391大隊：西元弥太郎大尉
- 第117師団迫撃砲隊：田岡貞一大尉
- 第117師団工兵隊：佐久間成夫大尉
- 第117師団輜重隊：山中勇大尉
- 第117師団通信隊
- 第117師団野戦病院：丹保司平軍医少佐
- 第117師団病馬廠